# Litopeltis biolleyi
Litopeltis biolleyi är en kackerlacksart som först beskrevs av Henri Saussure 1895.  Litopeltis biolleyi ingår i släktet Litopeltis och familjen jättekackerlackor.
Artens utbredningsområde är Costa Rica. Inga underarter finns listade i Catalogue of Life.